# Saison 8 de RuPaul's Drag Race
La huitième saison de RuPaul's Drag Race est diffusée du 7 mars 2016 au 16 mai 2016 sur Logo TV aux États-Unis, puis sur WOW Presents Plus à l'international.
Le 20 mars 2015, l'émission est renouvelée pour sa huitième saison. Le casting est composé de douze nouvelles candidates et est annoncé le 1er février 2016 lors de la cérémonie des NewNowNext Awards.
La gagnante de la saison reçoit un an d'approvisionnement de maquillage chez Anastasia Beverly Hills et 100 000 dollars.
La gagnante de la huitième saison de RuPaul's Drag Race est Bob The Drag Queen, avec Kim Chi et Naomi Smalls comme secondes.
Le 20 août 2020, Chi Chi DeVayne décède des suites d'une sclérodermie et d'une pneumonie.

## Candidates
(Les noms et âges donnés sont ceux annoncés au moment de la compétition.)
| Candidate            | Âge | Résidence                  | Classement          |
| -------------------- | --- | -------------------------- | ------------------- |
| Bob The Drag Queen   | 29  | New York, État de New York | Gagnante            |
| Kim Chi              | 27  | Chicago, Illinois          | Secondes            |
| Naomi Smalls         | 21  | Redlands, Californie       | Secondes            |
| Chi Chi DeVayne †    | 30  | Shreveport, Louisiane      | 4e place            |
| Derrick Barry        | 32  | Las Vegas, Nevada          | 5e place            |
| Thorgy Thor          | 31  | New York, État de New York | 6e place            |
| Robbie Turner        | 33  | Seattle, Washington        | 7e place            |
| Acid Betty           | 37  | New York, État de New York | 8e place            |
| Naysha Lopez         | 31  | Chicago, Illinois          | 9e place            |
| Cynthia Lee Fontaine | 34  | Austin, Texas              | 10e place           |
| Dax ExclamationPoint | 31  | Savannah, Géorgie          | 11e place 12e place |
| Laila McQueen        | 22  | Gloucester, Massachusetts  | 11e place 12e place |

## Progression des candidates
|                      | Épisode | Épisode | Épisode | Épisode | Épisode | Épisode | Épisode | Épisode | Épisode | Épisode        |
| 1                    | 2       | 3       | 4       | 5       | 6       | 7       | 8       | 9       | 10      |                |
| -------------------- | ------- | ------- | ------- | ------- | ------- | ------- | ------- | ------- | ------- | -------------- |
| Bob The Drag Queen   | SAFE    | SAFE    | WIN     | SAFE    | WIN     | SAFE    | WIN     | BTM2    | SAFE    | GAGNANTE       |
| Kim Chi              | WIN     | LOW     | SAFE    | HIGH    | SAFE    | HIGH    | LOW     | WIN     | SAFE    | SECONDE        |
| Naomi Smalls         | LOW     | SAFE    | SAFE    | HIGH    | BTM2    | WIN     | HIGH    | HIGH    | SAFE    | SECONDE        |
| Chi Chi DeVayne      | SAFE    | WIN     | SAFE    | BTM2    | SAFE    | LOW     | BTM2    | HIGH    | ELIM    | INVITÉE        |
| Derrick Barry        | HIGH    | SAFE    | LOW     | LOW     | HIGH    | BTM2    | WIN     | ELIM    |         | INVITÉE        |
| Thorgy Thor          | SAFE    | HIGH    | HIGH    | SAFE    | HIGH    | SAFE    | ELIM    |         |         | INVITÉE        |
| Robbie Turner        | LOW     | SAFE    | BTM2    | WIN     | LOW     | ELIM    |         |         |         | INVITÉE        |
| Acid Betty           | HIGH    | HIGH    | HIGH    | SAFE    | ELIM    |         |         |         |         | INVITÉE        |
| Naysha Lopez         | ELIM    |         | SAFE    | ELIM    |         |         |         |         |         | INVITÉE        |
| Cynthia Lee Fontaine | SAFE    | SAFE    | ELIM    |         |         |         |         |         |         | MISS SYMPATHIE |
| Dax ExclamationPoint | SAFE    | ELIM    |         |         |         |         |         |         |         | INVITÉE        |
| Laila McQueen        | BTM2    | ELIM    |         |         |         |         |         |         |         | INVITÉE        |

 La candidate a gagné RuPaul's Drag Race.
 La candidate a fini seconde.
 La candidate a été élue Miss Sympathie.
 La candidate a gagné le défi.
 La candidate a reçu des critiques positives et a été déclarée sauve.
 La candidate a été déclarée sauve.
 La candidate a reçu des critiques négatives et a été déclarée sauve.
 La candidate a été en danger d'élimination.
 La candidate a été éliminée.
 La candidate a été invitée lors de l'épisode.

## Lip-syncs
| Épisode | Candidate                                                           | vs.                                                                 | Candidate                                                           | Chanson                            | Artiste                  | Candidate éliminée   |
| ------- | ------------------------------------------------------------------- | ------------------------------------------------------------------- | ------------------------------------------------------------------- | ---------------------------------- | ------------------------ | -------------------- |
| 1       | Laila McQueen                                                       | vs.                                                                 | Naysha Lopez                                                        | Applause                           | Lady Gaga                | Naysha Lopez         |
| 2       | Dax ExclamationPoint                                                | vs.                                                                 | Laila McQueen                                                       | I Will Survive                     | Gloria Gaynor            | Dax ExclamationPoint |
| 2       | Dax ExclamationPoint                                                | vs.                                                                 | Laila McQueen                                                       | I Will Survive                     | Gloria Gaynor            | Laila McQueen        |
| 3       | Cynthia Lee Fontaine                                                | vs.                                                                 | Robbie Turner                                                       | Mesmerized                         | Faith Evans              | Cynthia Lee Fontaine |
| 4       | Chi Chi DeVayne                                                     | vs.                                                                 | Naysha Lopez                                                        | Call Me                            | Blondie                  | Naysha Lopez         |
| 5       | Acid Betty                                                          | vs.                                                                 | Naomi Smalls                                                        | Causing a Commotion                | Madonna                  | Acid Betty           |
| 6       | Derrick Barry                                                       | vs.                                                                 | Robbie Turner                                                       | I Love It                          | Icona Pop ft. Charli XCX | Robbie Turner        |
| 7       | Chi Chi DeVayne                                                     | vs.                                                                 | Thorny Thor                                                         | And I Am Telling You I'm Not Going | Jennifer Holliday        | Thorgy Thor          |
| 8       | Bob The Drag Queen                                                  | vs.                                                                 | Derrick Barry                                                       | You Make Me Feel (Mighty Real)     | Sylvester                | Derrick Barry        |
| 9       | Bob The Drag Queen vs. Chi Chi DeVayne vs. Kim Chi vs. Naomi Smalls | Bob The Drag Queen vs. Chi Chi DeVayne vs. Kim Chi vs. Naomi Smalls | Bob The Drag Queen vs. Chi Chi DeVayne vs. Kim Chi vs. Naomi Smalls | The Realness                       | RuPaul                   | Chi Chi DeVayne      |

 La candidate a été éliminée après sa première fois en danger d'élimination.
 La candidate a été éliminée après sa deuxième fois en danger d'élimination.
 La candidate a été éliminée lors du lip-sync final.

## Juges invités
Cités par ordre chronologique :
- Nicole Richie, actrice américaine ;
- Ester Dean, auteure-compositrice-interprète américaine ;
- Jamal Sims, chorégraphe américain ;
- Lucian Piane, producteur de musique américain ;
- Faith Evans, chanteuse et actrice américaine ;
- Tasha Smith, actrice et comédienne américaine ;
- Chris Stein, musicien américaine ;
- Debbie Harry, actrice et chanteuse américaine ;
- Chanel Iman, mannequin américain ;
- Gigi Hadid, mannequin américain ;
- Marc Jacobs, styliste américain ;
- Todrick Hall, chanteur américain ;
- Thomas Roberts, journaliste américain ;
- Vivica A. Fox, actrice américaine ;
- Amy Sedaris, actrice américaine ;
- David Sedaris, écrivain américain.

### Invités spéciaux
Épisode 1
- BeBe Zahara Benet, drag queen camerouno-américaine ;
- Chad Michaels, drag queen américaine ;
- Jinkx Monsoon, drag queen américaine ;
- Latrice Royale, drag queen américaine ;
- Morgan McMichaels, drag queen américaine.
- Raja, drag queen américaine ;
- Raven, drag queen américaine ;
- Shannel, drag queen américaine ;
- Sharon Needles, drag queen américaine ;
- Tyra Sanchez, drag queen américaine ;
- Violet Chachki, drag queen américaine.

Épisode 2
- AB Soto, musicien américain.

Épisode 4
- The Vivienne, drag queen britannique.

Épisode 5
- Charo, actrice et chanteuse hispano-américaine.

Épisode 6
- Marc Snetiker, journaliste américain.

Épisode 7
- Andrew Christian, styliste américain.

Épisode 9
- Bianca del Rio, gagnante de la sixième saison de RuPaul's Drag Race ;
- Jayson Whitmore, réalisateur américain.

## Épisodes
| Équipe    | Lady Bitches       | Lady Bitches         | Lady Bitches  | Lady Bitches | Lady Bitches  | Lady Bitches  | Shady Ladies | Shady Ladies    | Shady Ladies         | Shady Ladies | Shady Ladies |
| --------- | ------------------ | -------------------- | ------------- | ------------ | ------------- | ------------- | ------------ | --------------- | -------------------- | ------------ | ------------ |
| Candidate | Bob The Drag Queen | Cynthia Lee Fontaine | Derrick Barry | Kim Chi      | Laila McQueen | Robbie Turner | Acid Betty   | Chi Chi DeVayne | Dax ExclamationPoint | Naomi Smalls | Thorgy Thor  |

| Rôle     | Vanilla Wafer | Chocolate Chip Cookie | Shortbread      | Ginger Snap          | Macaroon      |
| -------- | ------------- | --------------------- | --------------- | -------------------- | ------------- |
| Équipe 1 | Naomi Smalls  | Bob The Drag Queen    | Chi Chi DeVayne | Cynthia Lee Fontaine | Robbie Turner |
| Équipe 2 | Kim Chi       | Thorgy Thor           | Naysha Lopez    | Derrick Barry        | Acid Betty    |

| Équipe        | Les Chicken Wings | Les Chicken Wings | Les Chicken Wings | Street Meatz | Street Meatz       | Street Meatz | Dragometry      | Dragometry    | Dragometry   |
| Genre musical | Punk rock         | Punk rock         | Punk rock         | Art rock     | Art rock           | Art rock     | Synthpop        | Synthpop      | Synthpop     |
| ------------- | ----------------- | ----------------- | ----------------- | ------------ | ------------------ | ------------ | --------------- | ------------- | ------------ |
| Candidate     | Kim Chi           | Naomi Smalls      | Robbie Turner     | Acid Betty   | Bob The Drag Queen | Thorgy Thor  | Chi Chi DeVayne | Derrick Barry | Naysha Lopez |

| Candidate           | Acid Betty         | Bob The Drag Queen       | Chi Chi DeVayne          | Derrick Barry               | Kim Chi                    | Naomi Smalls                | Robbie Turner                  | Thorgy Thor                 |
| Personnage          | Nancy Grace        | Uzo Aduba Carol Channing | Eartha Kitt              | Britney Spears              | Kimmy Jong-un              | Tiffany Pollard             | Diana Vreeland                 | Michael Jackson             |
| Référence du défilé | 1994 Bedtime Story | 2013 GLAAD Media Awards  | 1990 Blond Ambition Tour | 1998 Nothing Really Matters | 2001 Paradise (Not For Me) | 1998 Nothing Really Matters | 1992 Une équipe hors du commun | 1998 Nothing Really Matters |

| Candidate  | Bob The Drag Queen | Chi Chi DeVayne | Derrick Barry        | Kim Chi                      | Naomi Smalls  | Robbie Turner  | Thorgy Thor                    |
| Personnage | Glinda             | Dorothy Gale    | L'homme de fer blanc | Méchante sorcière de l'Ouest | L'épouvantail | Le lion couard | Habitant de la Cité d'Émeraude |

| Candidate finaliste     | Bob The Drag Queen | Kim Chi       | Naomi Smalls |
| ----------------------- | ------------------ | ------------- | ------------ |
| Victoire(s)             | 3                  | 2             | 1            |
| Épisode(s)              | Épisodes 3, 5, 7   | Épisodes 1, 8 | Épisode 6    |
| Risque(s) d'élimination | 1                  | 0             | 1            |
| Épisode(s)              | Épisode 8          | –             | Épisode 5    |